# Befehlssatz
Der Befehlssatz, auch Instruktionssatz (englisch instruction set), eines Prozessors ist in der Rechnerarchitektur die Menge der Maschinenbefehle, die ein bestimmter Prozessor ausführen kann. Je nach Prozessor variiert der Umfang des Befehlssatzes zwischen beispielsweise 33 und über 500 Befehlen. CISC-Prozessoren haben tendenziell größere Befehlssätze als RISC-Prozessoren, gleiches gilt für neuere Prozessoren gegenüber älteren Prozessoren.
In erweitertem Sinn bezeichnet der Begriff „Befehlssatz“ den Befehlsvorrat (auch Synonym für „Befehlssatz“).

## Eigenschaften
Ein Befehlssatz heißt orthogonal, wenn jeder Befehl auch jede Adressierungsart des Prozessors verwenden kann. Unter der Adressierungsart eines Prozessors versteht man dabei die Art und Weise, wie ein Prozessor mittels Adressangaben, Offsets und Registerinhalten die effektive Adresse von Operanden berechnen kann.
Ein Befehlssatz wird als symmetrisch bezeichnet, wenn alle Datentypen und Adressierungsarten eines Befehls nicht nur für seine Quell-, sondern auch für seine Zieloperanden erlaubt sind. Die Datentypen eines Prozessors umfassen dabei alle Typen, die unmittelbar mittels Maschinenbefehlen (d. h. ohne eine softwaremäßige Emulation) bearbeitet werden können.

## Befehlsformate

Eine MIPS32 Instruktionskodierung für die Addition (addi) einer Binärzahl Immediate value mit dem Wert im Register Addr2. Das Ergebnis wird im Register Addr1 gespeichert. Immediate bedeutet, dass Werte schon in der Instruktion enthalten sind und nicht erst aus einer Speicheradresse geladen werden müssen.

Die einzelnen Befehle (Datenworte) eines Befehlssatzes enthalten meist einen Opcode und einen oder mehrere Operanden; die Struktur und das Format dieser Angaben sind je Befehlstyp einheitlich festgelegt.
Welcher Befehl gemeint ist, wird jeweils durch den Opcode spezifiziert. Die Breite der in einem Befehlssatz verwendeten Worte (d. h. Opcode/Operanden-Kombinationen) variiert je nach Prozessortyp deutlich. Sie kann insbesondere größer als die gewöhnlicher Speicherworte, d. h. als die Datenbusbreite des Prozessors, sein. In diesem Fall müssen die Befehle durch mehrere Speicherzugriffe aus dem Speicher in den Prozessor geladen werden.
Diese „Zwei-Operanden-Befehlsform“ ist eine typische, aber nicht die einzig vorkommende. Es gibt daneben sowohl Prozessoren, die Befehle mit nur maximal einem Operanden zulassen, als auch solche, die bis zu drei Operanden erlauben. Bei einem einzelnen Operanden müssen alle Befehle, die auf zwei Größen wirken, als zweiten Operanden (implizit) ein prozessorinternes Register (z. B. den Akkumulator) verwenden. Die Drei-Operanden-Befehle unterscheiden nach Quelle, verknüpftem Wert und Resultatziel, so dass die Quelle nicht überschrieben werden muss.

## Befehlsarten
Der Befehlssatz eines Mikroprozessors setzt sich grob aus wenigen Arten von Befehlen zusammen.
Mit Transferbefehlen werden Daten innerhalb des Systems bewegt. Als Quelle und als Ziel kommen dabei Speicherstellen oder Prozessorregister in Frage. Die Daten werden dabei typischerweise nicht verändert und nur kopiert, d. h. bleiben an ihrem Quellort unverändert bestehen. Je nach Befehl und je nach Prozessortyp können dabei einzelne Bytes oder auch gleich mehrere auf einmal transportiert werden. Bei komplizierteren Adressierungsarten können sowohl für Quelle als auch Ziel zusätzliche Register und ggf. Berechnungen damit ins Spiel kommen, um z. B. per indizierter Adressierung tabellenförmig gespeicherte Daten abzuarbeiten oder ganze Speicherbereiche zu kopieren. Die Befehlsnamen gehen meist von den englischen Wörtern move (bewegen), load (laden), store (speichern) oder transfer aus.
Mit Befehlen zur Datenmanipulation werden die Inhalte von Speicherzellen modifiziert (Beispiele: shift, convert)
Arithmetische und logische Befehle führen ebensolche Operationen an vorhandenen Werten durch. Hier wird also z. B. gerechnet, gezählt oder eine UND-Verknüpfung ausgeführt. Der Hauptoperand dabei ist sehr oft ein Prozessorregister (in den meisten Fällen der Akkumulator), aber nicht notwendigerweise. Ansonsten gilt für die Operanden das Gleiche wie bei den Transferbefehlen oben. Die Befehlsnamen sind meist englische Kürzel für die jeweilige Operation, wie z. B. ADD oder AND.
Ein-/Ausgabebefehle dienen zum Lesen und Schreiben von Daten über Peripheriegeräte, die Verbindungsmedien zur „Außenwelt des Computers“.
Sprungbefehle (auch Befehle zur Programmkontrolle genannt oder auch zur Programmsteuerung) führen zu Verzweigungen innerhalb eines Programmablaufs, zum Bilden von Schleifen, Reaktionen auf verschiedene Zahlenwerte und Aufruf von Unterprogrammen (Subroutinen). Hierbei unterscheidet man unbedingte Sprünge und bedingte Sprünge, wobei letztere typischerweise abhängig vom Zustand bestimmter Bits des Prozessor-Zustandsregisters einer Verzweigung folgen oder nicht. Die Befehlsnamen bauen meist auf den englischen Wörtern jump (springen) oder branch (verzweigen) auf.
Stack-Befehle speichern Daten auf den Stack (Befehlsname meist englisch push, für „(auf den Stapel) schieben“) oder holen Daten von dort zurück (Befehlsnamen pop oder auch pull, für „ziehen“). Dabei wird das Stackpointer-Register automatisch aktualisiert. Auch hier werden je nach Befehl und Prozessortyp ein oder mehrere Bytes auf einmal bewegt. Viele CPUs besitzen keine Stack-Befehle.
Kombinierte Befehle sind aus elementaren Aktionen der obigen Befehlsarten zusammengesetzt. Beispielsweise wird beim Aufruf einer Subroutine meist sowohl ein Sprung ausgeführt als auch die bisherige Programmadresse als Rücksprungziel auf dem Stack gespeichert. Manche Prozessoren unterstützen Zählschleifen z. B. durch Befehle, die sowohl einen Zählerstand herauf- oder herunterzählen, als auch bei Erreichen der Zählgrenze (z. B. Unterlauf beim Herabzählen auf Null) einen bedingten (Rück-)Sprung ausführen. Vor allem Befehle wie der letztere sind typisch für CISC-Prozessoren.

## Befehlssatzarchitekturen
Will man eine Familie von Prozessoren mit ähnlichem Befehlssatz zusammenfassen, so spricht man auch von einer Befehlssatzarchitektur (englisch Instruction Set Architecture, kurz: ISA). Verbreitete Befehlssatzarchitekturen sind beispielsweise:
- IA-32 (32-Bit-ISA der ursprünglichen 16-bittigen x86-Architektur; auch die 64-Bit-Erweiterung x64 ist IA-32 zuzuordnen)
- IA-64 (die Itanium-Architektur; nicht zu verwechseln mit x64)
- ARM
- Power und PowerPC (bzw. die PAPR-Spezifikation)
- SPARC
- RISC-V